# Peter Rock (football)
Pour les articles homonymes, voir Rock (homonymie).
Peter Rock (né à Rudolstadt, le 16 décembre 1941) est un footballeur est-allemand qui évoluait au poste de milieu de terrain. 
Il remporte la médaille de bronze aux Jeux olympiques de 1964.